# Tinamús
Els tinamús (Tinamiformes) són un ordre d'ocells paleògnats que només conté una família, la dels tinàmids (Tinamidae). Són ocells d'aparença gallinàcia, endèmiques del neotròpic. La seva distribució s'estén des de Mèxic fins a la Patagònia, i fins i tot viuen als Andes a fins a 4.800 metres d'altitud. Formen un dels grups d'ocells més antics del continent amèrica, amb un registre fòssil que s'origina al Miocè de l'Argentina.
S'alimenten principalment de llavors. A diferència de la majoria dels ocells, la incubació i la cria dels nounats és una tasca exclusiva dels mascles. Una altra característica és el domini del sexe femení i la monogàmia. Són les femelles les que defineixen territoris, els conserven, i són elles les que atreuen i competeixen pels mascles que les fecundaran. Un cop fet això, covaran els seus ous i tindran cura de la seva descendència.

## Etimologia
«Tinamou» ve del vocable utilitzat per l'ètnia Kali'na de Guyana per designar aquestes aus i va ser esmentat per primera vegada el 1741 per Pierre Barrère i oficialitzat per John Latham  i Buffon.

## Taxonomia i relacions filogenètiques
Existeixen 48 espècies de tinàmids, dividides en 9 gèneres:
- Subfamília Tinaminae
  - Gènere Tinamus, amb 5 espècies.
  - Gènere Nothocercus, amb tres espècies.
  - Gènere Crypturellus, amb 21 espècies.
- Subfamília Nothurinae
  - Gènere Rhynchotus, amb dues espècies.
  - Gènere Nothoprocta, amb 6 espècies.
  - Gènere Nothura, amb 4 espècies.
  - Gènere Taoniscus, amb una espècie: Tinamú nan (T. nanus).
  - Gènere Eudromia, amb dues espècies.
  - Gènere Tinamotis, amb dues espècies.

Els tinamús són d'origen gondwànic i estan relacionats amb les moas (Dinornithidae). Encara que el registre fòssil de Amèrica del Sud és generalment escàs, els fòssils de tinamús es remunten a milions d'anys, estant la seva àrea de distribució restringida a Amèrica. El següent cladograma, basat en Bertelli & Porzecanski (2004), 
Bertelli, S. & Porzecanski, A. L. (2004) Tinamou (Tinamidae) systematics: a preliminary combined analysis of morphology and molecules. Ornitologia Neotropical 15(Supp.):1-8.</ref> mostra les relacions entre els diferents llinatges de tinamús:
|  | Tinamotis |
|  |           |
|  | Eudromia  |
|  |           |

|  | Nothoprocta                                           |
|  |                                                       |
|  | \| \| Nothura \| \| \| \| \| \| Taoniscus \| \| \| \| |
|  |                                                       |
|  | Nothura                                               |
|  |                                                       |
|  | Taoniscus                                             |
|  |                                                       |

|  | Nothura   |
|  |           |
|  | Taoniscus |
|  |           |

|  | Nothoprocta                                           |
|  |                                                       |
|  | \| \| Nothura \| \| \| \| \| \| Taoniscus \| \| \| \| |
|  |                                                       |
|  | Nothura                                               |
|  |                                                       |
|  | Taoniscus                                             |
|  |                                                       |

|  | Nothura   |
|  |           |
|  | Taoniscus |
|  |           |

|  | Tinamotis |
|  |           |
|  | Eudromia  |
|  |           |

|  | Nothoprocta                                           |
|  |                                                       |
|  | \| \| Nothura \| \| \| \| \| \| Taoniscus \| \| \| \| |
|  |                                                       |
|  | Nothura                                               |
|  |                                                       |
|  | Taoniscus                                             |
|  |                                                       |

|  | Nothura   |
|  |           |
|  | Taoniscus |
|  |           |

|  | Nothoprocta                                           |
|  |                                                       |
|  | \| \| Nothura \| \| \| \| \| \| Taoniscus \| \| \| \| |
|  |                                                       |
|  | Nothura                                               |
|  |                                                       |
|  | Taoniscus                                             |
|  |                                                       |

|  | Nothura   |
|  |           |
|  | Taoniscus |
|  |           |

|  | Nothocercus                                              |
|  |                                                          |
|  | \| \| Tinamus \| \| \| \| \| \| Crypturellus \| \| \| \| |
|  |                                                          |
|  | Tinamus                                                  |
|  |                                                          |
|  | Crypturellus                                             |
|  |                                                          |

|  | Tinamus      |
|  |              |
|  | Crypturellus |
|  |              |

|  | Tinamotis |
|  |           |
|  | Eudromia  |
|  |           |

|  | Nothoprocta                                           |
|  |                                                       |
|  | \| \| Nothura \| \| \| \| \| \| Taoniscus \| \| \| \| |
|  |                                                       |
|  | Nothura                                               |
|  |                                                       |
|  | Taoniscus                                             |
|  |                                                       |

|  | Nothura   |
|  |           |
|  | Taoniscus |
|  |           |

|  | Nothoprocta                                           |
|  |                                                       |
|  | \| \| Nothura \| \| \| \| \| \| Taoniscus \| \| \| \| |
|  |                                                       |
|  | Nothura                                               |
|  |                                                       |
|  | Taoniscus                                             |
|  |                                                       |

|  | Nothura   |
|  |           |
|  | Taoniscus |
|  |           |

|  | Tinamotis |
|  |           |
|  | Eudromia  |
|  |           |

|  | Nothoprocta                                           |
|  |                                                       |
|  | \| \| Nothura \| \| \| \| \| \| Taoniscus \| \| \| \| |
|  |                                                       |
|  | Nothura                                               |
|  |                                                       |
|  | Taoniscus                                             |
|  |                                                       |

|  | Nothura   |
|  |           |
|  | Taoniscus |
|  |           |

|  | Nothoprocta                                           |
|  |                                                       |
|  | \| \| Nothura \| \| \| \| \| \| Taoniscus \| \| \| \| |
|  |                                                       |
|  | Nothura                                               |
|  |                                                       |
|  | Taoniscus                                             |
|  |                                                       |

|  | Nothura   |
|  |           |
|  | Taoniscus |
|  |           |

|  | Nothocercus                                              |
|  |                                                          |
|  | \| \| Tinamus \| \| \| \| \| \| Crypturellus \| \| \| \| |
|  |                                                          |
|  | Tinamus                                                  |
|  |                                                          |
|  | Crypturellus                                             |
|  |                                                          |

|  | Tinamus      |
|  |              |
|  | Crypturellus |
|  |              |

## Descripció

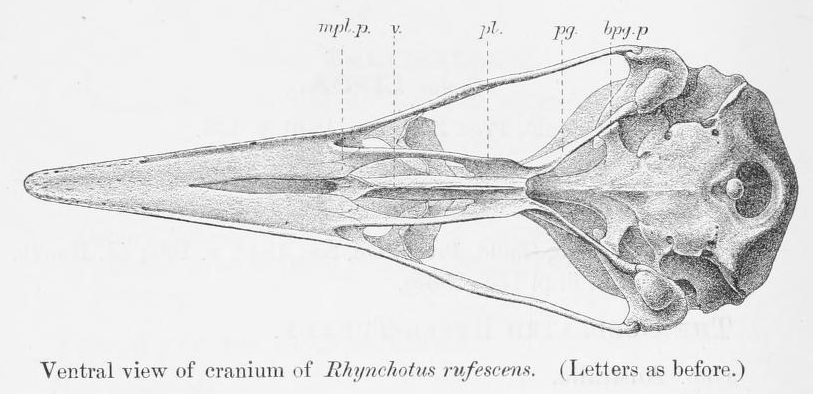
Vista ventral del crani d'un tinamú d'ales vermelles

Els tinamusos són ocells grassos i compactes, amb el coll esvelt, el cap petit i, generalment, els becs curts i corbats, encara que alguns tenen el bec llarg. Les femelles solen ser més grans que els mascles. L'espècie més petita, el tinamús nan, pesa uns 43 grams amb una longitud de 14.5 cm (5.7 in). Les femelles del més gran, el tinamú gris, pesen fins a 2 kg (4.4 lb) amb una longitud de fins a 49 cm (19 in). Els seus peus tenen tres dits cap endavant; un dit posterior del peu és més alt i retrocés, o bé està absent. La part posterior del tars està coberta d'escates, el color de les quals pot ajudar a la identificació.
Els tinamusos tenen un esquelet neumàtic amb una quilla esternal, 16–18 vèrtebres cervicals i vèrtebres toràciques fusionades. Tenen una circulació pobra, evidenciada per un to verdós a la pell. També tenen els cors i pulmons relativament més petits de tots els ocells, que només representen entre l'1,6 i el 3,1% del seu pes corporal, mentre que l'equivalent en un pollastre domèstic és del 12%. Malgrat la seva pobra capacitat de vol, el percentatge de la seva massa corporal que és múscul és del 28,6-40%, que és similar al dels colibrís. El mascle té un penis en forma de llevataps, semblant als de les altres ràtides i a l'hemipenis d'alguns rèptils. La femella té un petit òrgan fàl·lic a la cloaca que es fa més gran durant l'època de reproducció.

### Plomatge

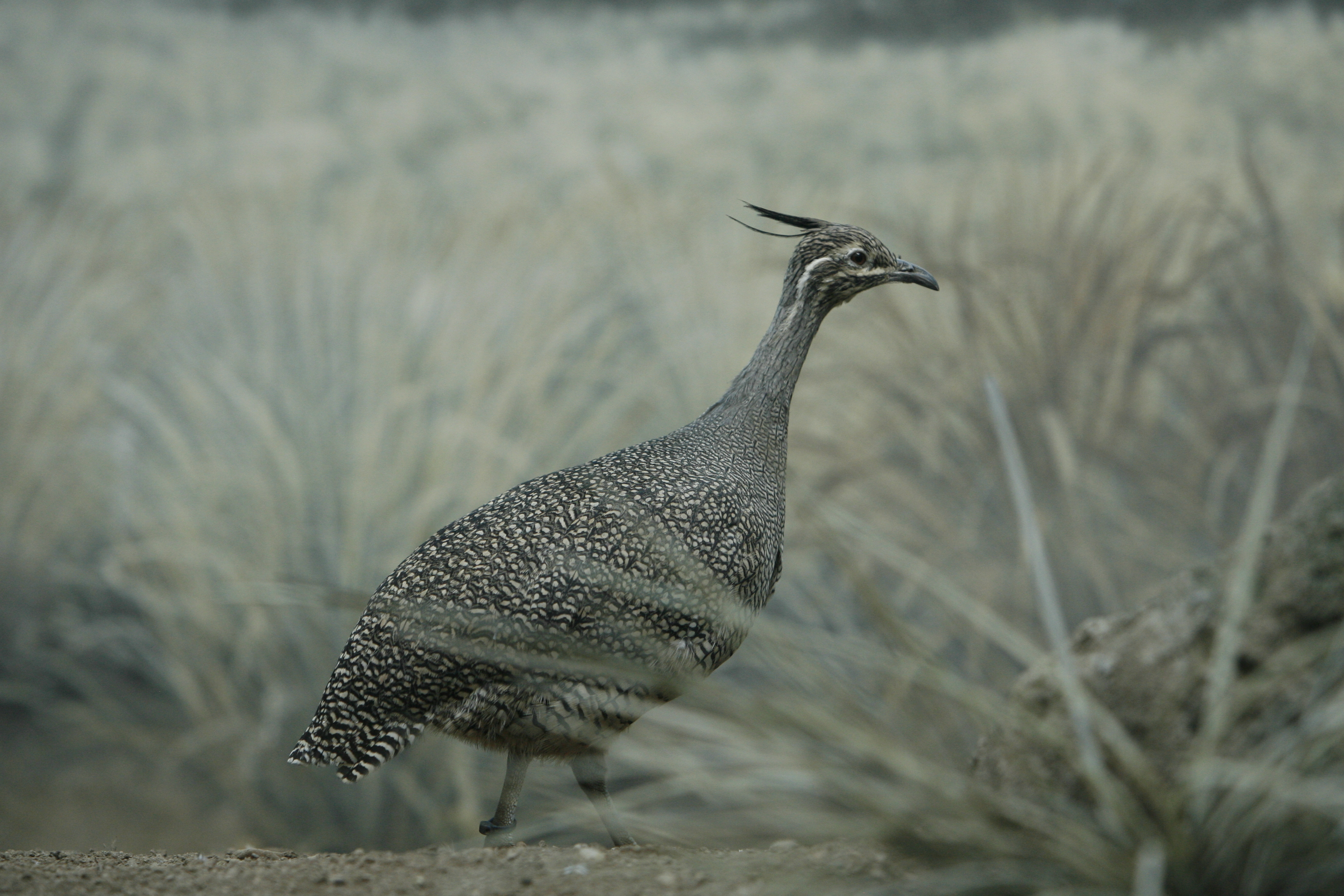
Tinamús amb cresta elegant: una de les espècies amb cresta

El plomatge de la família és críptic, com és habitual amb els ocells terrestres, amb colors típics que van passant pel marró fosc, el rubí, el blau, el groc i el gris. El plomatge no sol diferir entre sexes, però en algunes espècies les femelles són més brillants. Els que habiten en zones boscoses tendeixen a ser més foscos i uniformes, mentre que les espècies de l'estepa són més pàl·lides amb més barreres, taques o ratlles. Els tinamusos tenen plomes amb plomissol ben desenvolupades; que creixen contínuament i es desintegren a les puntes en una pols que s'estén per la resta de plomes per abillar-se. Això dona al plomatge un aspecte brillant i també l'impermeabilitza. Les seves cues són curtes, de vegades s'amaguen darrere de les cobertes, i possiblement indiquen la capacitat de sacrificar plomes a un depredador per escapar-se quan les agafa. Algunstenen crestes. Els membres d'Eudròmia tenen els blaus més desenvolupats i, quan estan emocionats, els dirigeixen cap endavant.

### Veu
| Andean tinamou (1m 16s) |
|                         |
|                         |
|                         |

Els tinamusos es veuen poques vegades, però sovint se senten dins del seu abast i tenen una gran varietat de sons. Es troben entre les vocalitzacions d'ocells més característiques d'Amèrica del Sud i Amèrica Central, sovint s'assemblen a sons fets per una flauta o un xiulet. Alguns cants són uniformes i monòtons, mentre que altres tenen múltiples frases. Tenen una intensitat variable i sovint es poden escoltar des de lluny. Intentar localitzar un ocell per la seva crida no és fàcil.
Els de les planes tenen veus més agudes i delicades. També poden ser menys melòdics, de vegades assemblant-se als xiulets dels grills. Les espècies forestals solen tenir crits profunds i forts, aptes per penetrar a la vegetació. El mascle de les terres altes es pot escoltar a diversos quilòmetres de distància a través d'un bosc dens. Quan crida, estén el coll verticalment, inclina el cap en angle i obre el bec d'ample. Un ocell, quan s'enrosca, emetrà un crit agut.
La identificació dels tinamusos no és una tasca fàcil; utilitzar els seus sons com a eina és clau. Cada espècie té la seva pròpia crida o crides úniques. El tinamús solitari té 11 vocalitzacions diferents. En la majoria de les espècies, els dos sexes criden; alguns tenen diferents cants per a mascles i femelles. Les femelles solen tenir veus més profundes. Algunes espècies, en particular els membres de Crypturellus, tenen dialectes regionals. Els mascles de pit de pissarra tenen crits prou únics per a ser reconeguts individualment pels humans.
Els cants s'escolten normalment amb més freqüència durant l'època de cria. No obstant això, l'hora del dia pot variar segons les espècies, ja que algunes són més vocals al matí, altres al vespre i algunes són més vocals durant la calor del migdia. Alguns emetran cants de nit des dels seus dormitoris. La freqüència pot variar entre espècies i entre individus. Un mascle pot cantar cada pocs minuts des de l'alba fins al capvespre (més de 500 cants diaris). Algunes, en particular les espècies de Crypturellus, utilitzen llocs de crida habituals. Només uns quants tenen una crida d'alarma.

## Distribució i hàbitat

### Zones
Els tinamusos són exclusivament neotropicals i les 47 espècies viuen a Amèrica del Sud, Mèxic i Amèrica Central. L'àrea de distribució de les espècies més septentrionals s'estén a Mèxic però no molt més al nord que el tròpic de càncer. S'han introduït tinamusos xilens a l'illa de Pasqua. La major concentració d'espècies es troba als tròpics, i en particular a la conca amazònica. Al nord, acostumen a ser ocells de bosc o bosc, mentre que al sud prefereixen els hàbitats oberts. Els tinamusos formen el grup dominant d'ocells terrestres a Amèrica del Sud, on substitueixen en gran manera els gal·liformes ecològicament, sense que cap altra família d'ocells tingui una diversitat, distribució o conjunt d'adaptacions d'hàbitat comparables. Els rhea només es troben en camp obert, els hocos i penelopins generalment es limiten als boscos, i la família dels faisans només està representada per unes poques espècies al nord de la regió.
Es troben en una àmplia gamma d'hàbitats. Els membres dels gèneres Tinamus, Nothocercus i Crypturellus viuen en boscos densos, mentre que els Nothocercus que prefereix altituds elevades, i membres de la majoria dels altres gèneres a les praderies, la puna, els boscos de muntanya i la sabana. Tinamotis i Nothoprocta prefereixen hàbitats a gran altitud, fins a 5.000 metres, mentre que els altres tinamusos de l'estepa tenen un ampli rang d'altitud. Els tinamusos habiten la majoria de parts d'Amèrica del Sud i Amèrica Central, així com les regions tropicals de Mèxic, amb l'excepció dels hàbitats aquàtics, coberts de neu i autèntics desèrtics, i l'extrem més meridional de la Patagònia.

### Ecologia

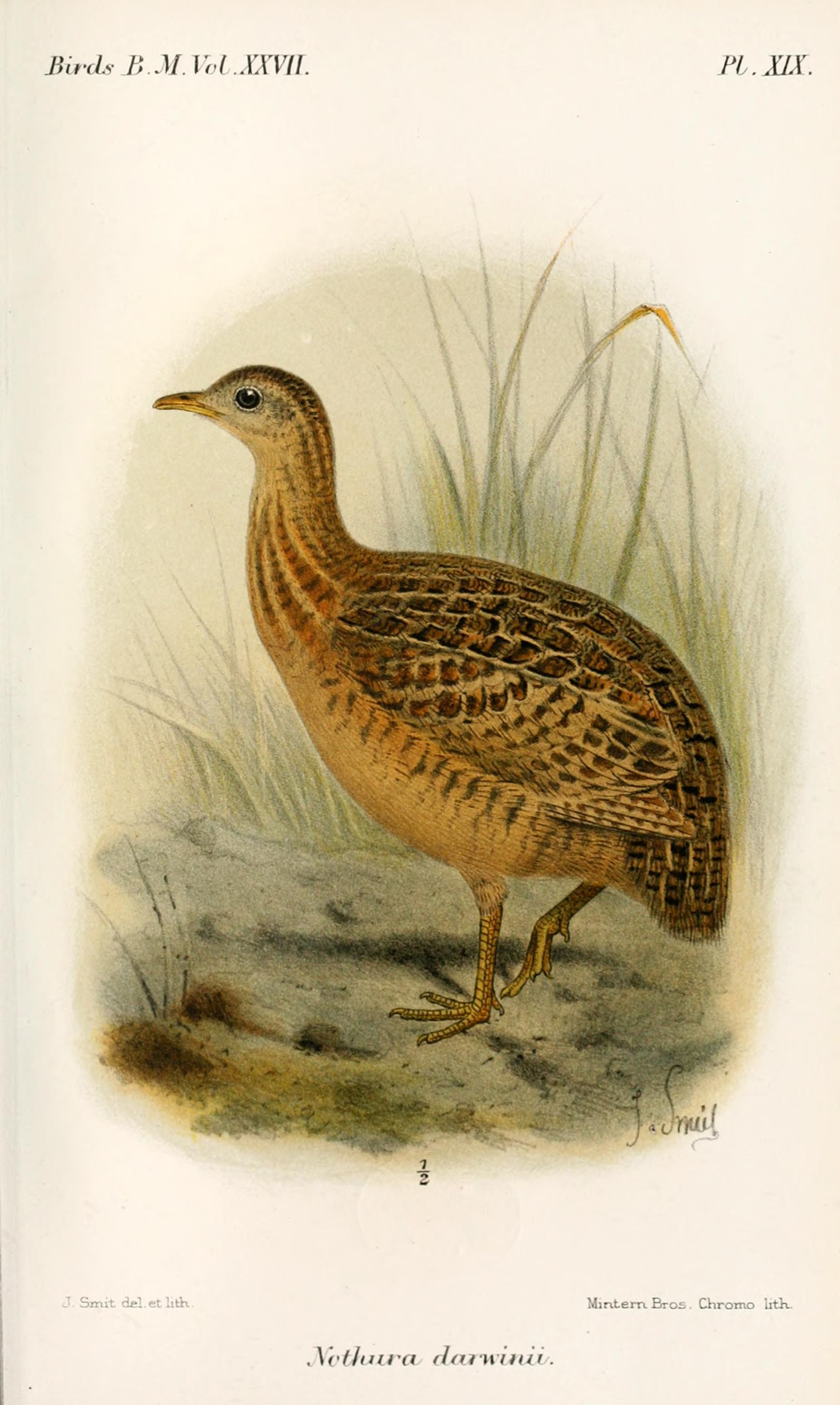
La nothura de Darwin ocupa pastures altes

La separació conductual i ecològica de les espècies de tinamús és evident quan els seus àmbits de distribució es superposen mitjançant la utilització de diferents fonts d'aliments i l'ocupació de microhàbitats limitats. Aquests microhàbitats no sempre són fàcils d'identificar i són molt vulnerables als canvis ambientals. Algunes espècies, com el tinamusos d'ales vermelles, utilitzen múltiples hàbitats com les sabanes obertes de l'Amazònia i les valls seques dels Andes. De la mateixa manera, els tinamusos marrons es troben tant a la conca de l'Amazones com als boscos humits de muntanya del vessant andí
Panamà ofereix exemples de separació ecològica. El tinamús de les terres altes ocupa les terres altes de tot el país. El gran tinamús prefereix les selves tropicals. El tinamús xoco també li agrada la selva tropical, però es limita al sud-est del país. Finalment, el petit tinamús es troba en un bosc secundari dens tant al vessant del Pacífics com de l'Atlàntica per sobre dels 1.000 metres. La diferència de mida permet que el tinamús d'ales vermelles i la nothura tacada coexisteixin, ja que tots dos ocupen el mateix hàbitat del Brasil, la sabana tropical. El primer prefereix les pastures d'herba llarga, mentre que el segon prefereix l'herba curta.
Altres exemples d'aquesta diversitat es troben als Andes, on una petita subespècie de nothura de Darwin, Nothura darwinii boliviana, es troba a les praderies a uns 2.000 metres sobre el nivell del mar. També hi ha el tinamús d'ales vermelles que prefereix el terreny obert amb una mica de matoll, i el tinamús andí que prefereix una vegetació densa al costat dels rierols. El seu hàbitat s'estén vessant amunt a través dels boscos de Polylepis fins als prats de Puna. A Puna hi ha una altra subespècie de la nothura de Darwin, la Nothura darwinii agassizii, que prefereix les praderies de tussock. També a Puna hi ha el tinamús ornamentat que freqüenta les vessants rocoses i els penya-segats del bruc de tola. Més amunt de la Puna hi ha el tinamús de Puna, que viu just per sota de la línia de neu a 5.300 metres així com als semideserts de l'Altiplà andí.

### Moviments

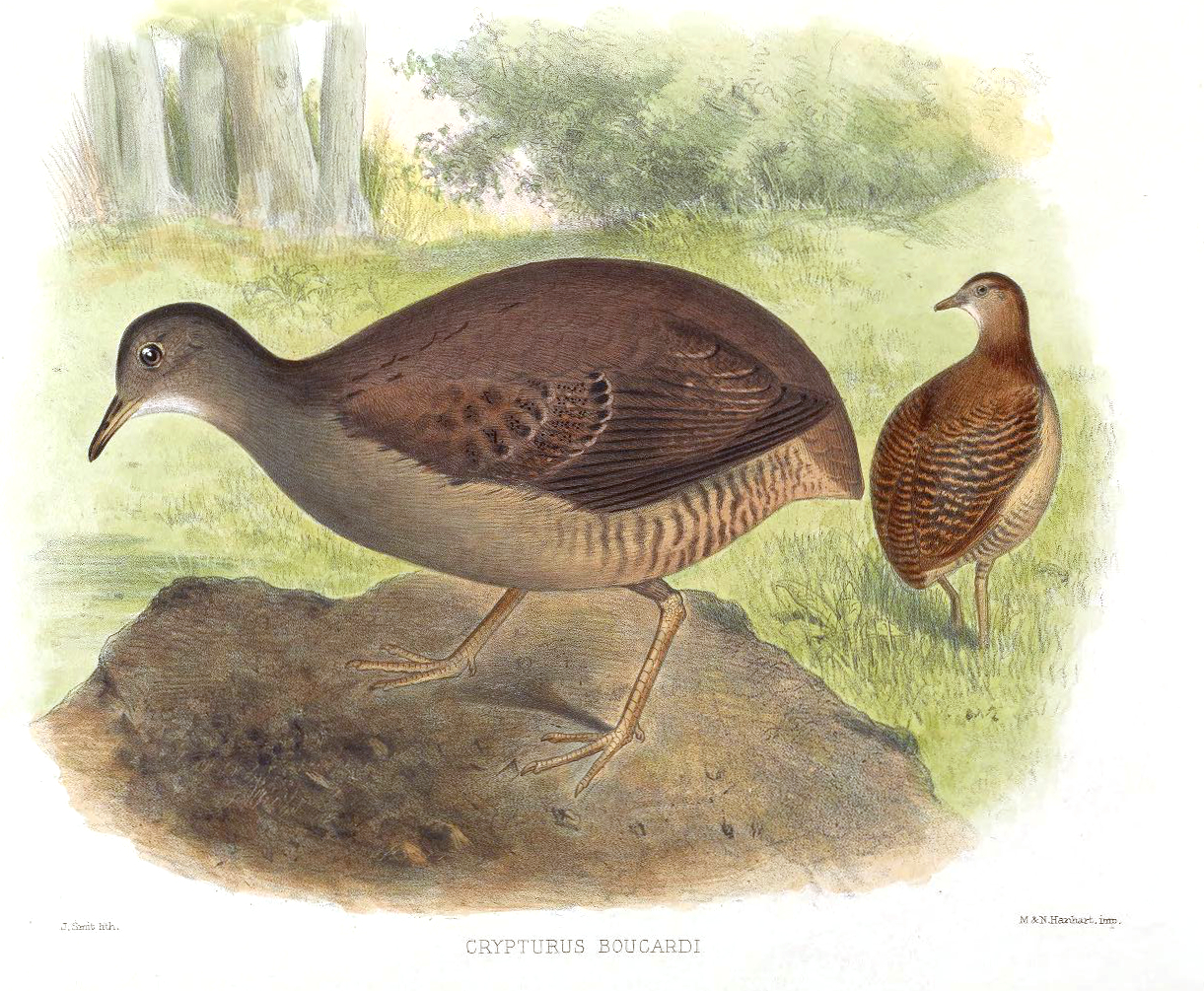
Els tinamusos de pit pissarra es troben als boscos tropicals de les terres baixes

Els tinamusos són en gran part ocells sedentaris. Els que viuen als boscos es desplacen en distàncies curtes si es veuen obligats a fer-ho per les condicions climàtiques, com ara pluges intenses, inundacions o sequera. La majoria de les espècies amazòniques es mouran entre els boscos de Várzea i la terra seca depenent dels nivells d'aigua. El tinamús de Puna ocupa altes carenes als Andes però, amb mal temps, baixa fins als fons de la vall.
Les espècies forestals, com el tinamús de pit pissarra, mantenen grans àrees d'habitatge per on es mouen en patrons aparentment aleatoris. El tinamús masculí manté un territori d'origen de 20 hectàrees, però ocasionalment s'endinsarà fora d'ell fins als dels seus veïns. Les femelles deambularan per diversos territoris de mascles. El tinamús ornamentat viu principalment vessant amunt a les praderies de Puna muntanyoses, però es mou cada matí al fons dels vessants per alimentar-se i beure. Les espècies granívores es mouran diàriament als camps de gra i algunes, com la nothura de Darwin, romandran als camps fins que no quedi menjar. Les espècies de camp obert i del sud mantenen territoris només durant l'època de reproducció i en altres ocasions semblen vagar a l'atzar